# Husfrid
Husfrid är en diktsamling av Sonja Åkesson, utgiven 1963.

## Innehåll
Husfrid anses vara genombrottet för författaren och den innehåller dikten Äktenskapsfrågan som inleds med raden "Vara vit mans slav".